# Johanniter-Krankenhaus (Treuenbrietzen)

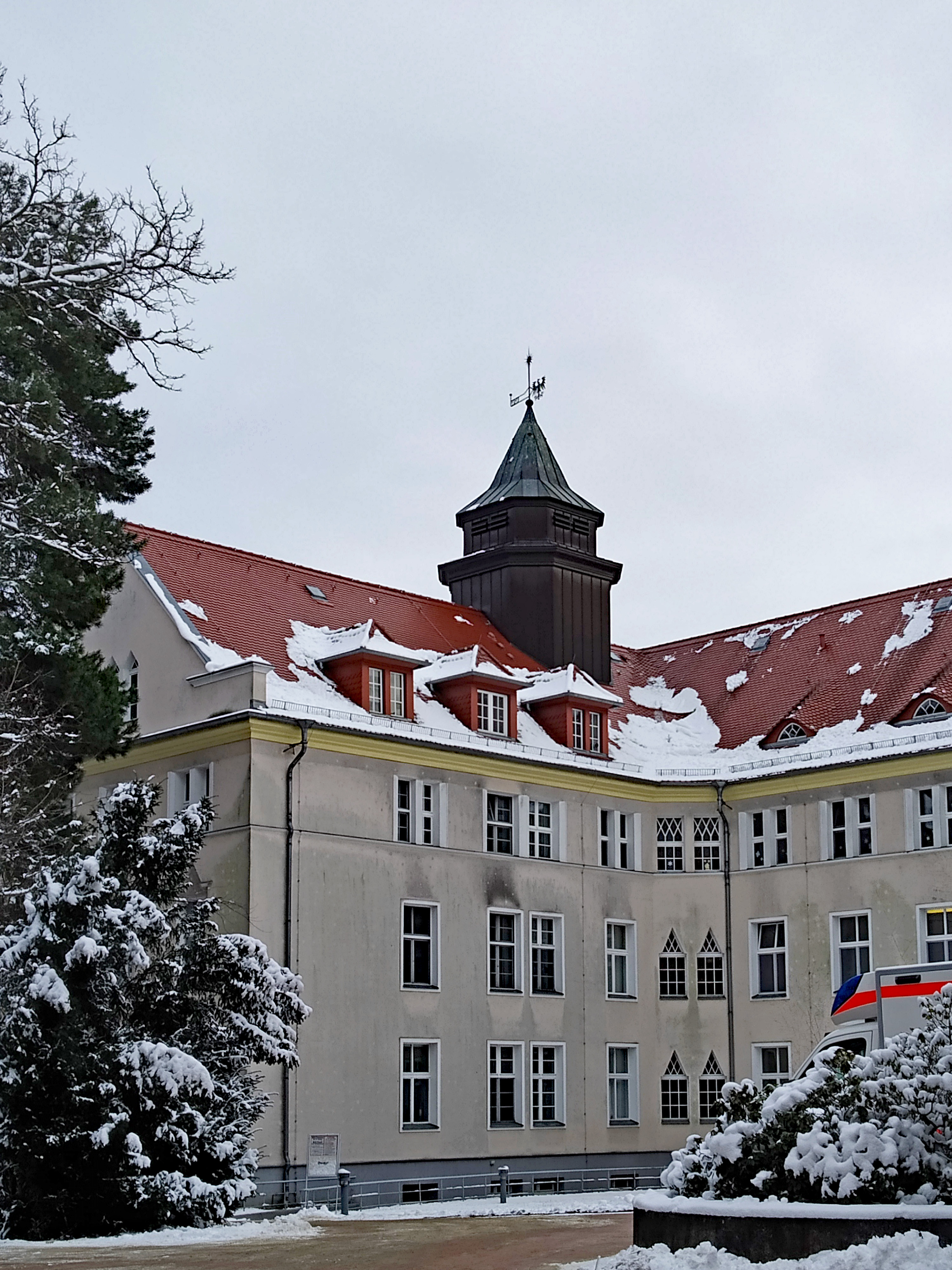
Johanniter-Krankenhaus (Treuenbrietzen)

Das denkmalgeschützte Johanniter-Krankenhaus, eine ehemalige Lungenheilstätte, steht in Treuenbrietzen, einer Kleinstadt im Landkreis Potsdam-Mittelmark des Landes Brandenburg.

## Beschreibung
Der langgestreckte Baukörper des Krankenhauses mit vier Geschossen wurde 1926/27 errichtet. Mit dem Bau des Gebäudekomplexes aus vier Gebäudetrakten eines Pflegeheims im Nordwesten wurde 1914 begonnen. Es wurde 1920 und 1926/27 verändert und erweitert. Die Architektur ist geprägt von der expressionistischen Formensprache. Das Bauensemble wurde um 2000 saniert.